# John Liley
John Garin Liley (Wakefield, 21 de agosto de 1967) es un exjugador británico de rugby que se desempeñaba como fullback.

## Carrera
Liley Nació en Wakefield, y unido Leicester de Wakefield RFC. Haga su Leicester debut como sustitución contra Orrell el 8 de octubre de 1988 en Welford Road Stadium. Su primera estación superpuesta la última estación de Dusty Liebre qué limitado Liley a único 4 inicios y uno aspecto más lejano del banco. Liley Era la primera elección espalda llena para Leicester visita de pretemporada a Colorado, Estados Unidos, en 1989 puntuando un sombrero-truco de prueba contra Vail y puntuando 8 puntos como Tigres perdieron a los EE. UU. lado nacional.
En 1989-90, su primera estación cuando primera elección llena atrás, Liley jugó 33 juegos y puntuables 439 puntos; esto rompió el registro de la liebre para los puntos puntuados en una estación por un punto solo. Liley Era para romper el récord otra vez con 446 puntos en 1995-96. Belying Su reputación como chutar lleno atrás Liley puntuable 18 prueba en aquel 1989-90 estación que dirige a su selección para la visita de verano de Inglaterra a Argentina. Juegue en 4 de los 7 partidos encima visita, puntuando 15 puntos, pero no presentó en cualquier internacional de obtener su gorra.
En contra Rumanía el 4 de septiembre de 1990 Liley devenía el más rápido Leicester jugador de Tigres a 500 puntos después de únicos 43 juegos. Contra Orrell el 29 de febrero de 1992 devenga el jugador de Tigres más rápido a 1,000 puntos después de únicos 92 juegos. Ambos registros posteriormente han sido rotos por Joel Stransky y Tim Stimpson respectivamente. Contra Exeter el 23 de diciembre de 1995 devenga sólo el segundo jugador para puntuar 2,000 puntos a favor Leicester Tigres.
Liley Jugó en el Pilkington Finales de Taza de 1993 y 1996, ganando la 1993 final contra Arlequines y perdiendo en 1996 a Baño. Liley Era también parte del Leicester lado qué ganado la liga en 1995. Juegue en 1997 Heineken la taza Final cuál Leicester perdido a Brive.
Después del 1996-97 estación Liley estuvo considerado superávit a requisitos por entonces Leicester entrenador Bob Dwyer, inicialmente una Moseley en la segunda división pero las dificultades financieras significaron un movimiento rápido a Worcester quién en el tiempo era en el tercer tier. Liley Gastó una estación y un medio en Sixways ayudando el club a promoción antes de emotivo a un jugador-función de entrenador en Doncaster. Él también entrenado Leicester sevens lado en el 2000 Middlesex Sevens torneo. Desde entonces 2009 Liley ha sido experto summariser encima Radio de BBC Leeds cubriendo Yorkshire Carnegie juegos junto a Gareth Jones, hijo de Leicester leyenda de Tigres Bleddyn Jones.

## Palmarés
- Campeón de la Premiership Rugby de 1994–95.
- Campeón de la Anglo-Welsh Cup de 1993 y 1997.